# 全寧路

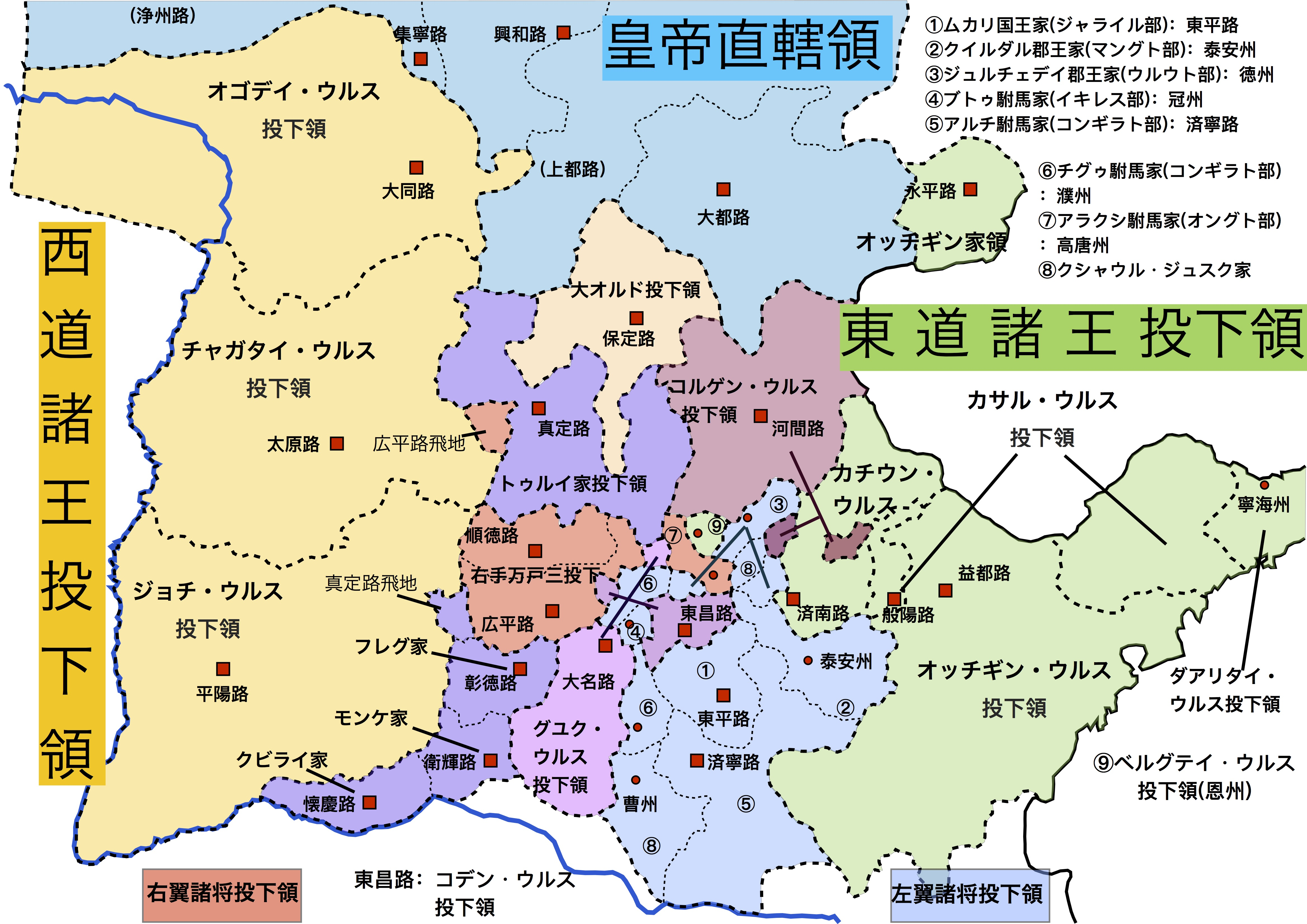
モンゴル時代の華北投下領。全寧路は地図上にないが大都路の東北方に位置する。

全寧路（ぜんねいろ）は、中国にかつて存在した路。モンゴル帝国および大元ウルスの時代に現在の内モンゴル自治区赤峰市オンニュド旗一帯に設置された。
コンギラト部族の遊牧地の一つで、応昌路が遊牧生活における夏営地の役割を担っていたのに対し、全寧路は冬営地として用いられていた。

## 歴史
金代の北京路全州を前身とする。元代初期から応昌路とともにコンギラト部の遊牧地とされていたが、1270年代から都城が建築された応昌路と異なり、全寧路の都城建設が始まったのはオルジェイトゥ・カアン（成宗テムル）の治世からであった。
1295年（元貞元年）にコンギラト部当主マンジタイがナンギャジン公主を娶ったことを切っ掛けに、応昌路の東700里に「駐冬之地（＝冬営地）」を建設する申請がなされ、即位したばかりのオルジェイトゥ・カアンによってこの申請は許可された。冬営地の都城が完成すると、1297年（大徳元年）に全州は昇格して全寧府となり、さらにその6年後の1303年（大徳7年）に全寧府は全寧路と改められた。
朱元璋による明朝の建国後、全寧路および応昌路は一度明朝の統治下に入り、1388年（洪武21/天元10年）に全寧衛・応昌衛が設置された。しかし、それから1年足らずでモンゴル人の叛乱によって全寧衛は廃止となり、明朝はこの地方に恒久的な支配権を確立することはできなかった。

## 管轄県
全寧路には全寧県のみが設置されていた。